# Verwaltungsgemeinschaft Ketzerbachtal

Lage der Verwaltungsgemeinschaft Ketzerbachtal im Landkreis Meißen (Stand: 31. Dezember 2013)

Die Verwaltungsgemeinschaft Ketzerbachtal war eine Verwaltungsgemeinschaft im Freistaat Sachsen. Bis zur Kreisreform 2008 war sie die einzige Verwaltungsgemeinschaft im damaligen Landkreis Meißen (1996–2008).
Sie lag im Westen des Landkreises, zirka 15 km westlich der Kreisstadt Meißen. Das Gemeinschaftsgebiet lag am Ketzerbach im Süden der Lommatzscher Pflege. Durch den Süden des Gemeinschaftsgebietes verlief die Bundesautobahn 14. Diese war über den Anschluss Nossen-Nord zu erreichen.

## Die Gemeinden mit ihren Ortsteilen
- Ketzerbachtal mit den Ortsteilen Abend, Bodenbach, Gallschütz, Gruna, Höfgen, Karcha, Klessig, Kreißa, Leippen, Lösten, Mutzschwitz, Neubodenbach, Noßlitz, Oberstößwitz, Pinnewitz, Priesen, Raußlitz, Rhäsa, Rüsseina, Saultitz, Schänitz, Schrebitz, Stahna, Starbach, Wölkau, Zetta, Ziegenhain
- Leuben-Schleinitz mit den Ortsteilen Badersen, Dobschütz, Eulitz, Graupzig, Leuben, Lossen, Mertitz, Mettelwitz, Perba, Praterschütz, Pröda, Raßlitz, Schleinitz, Wahnitz, Wauden

Mit der Auflösung der Mitgliedsgemeinden am 1. Januar 2014 und der Eingemeindung der Ortsteile in die Stadt Nossen, wurde die Verwaltungsgemeinschaft gleichzeitig aufgelöst.